# Хорна Суча
Хорна Суча (слч. Horná Súča) насељено је мјесто са административним статусом сеоске општине (слч. obec) у округу Тренчин, у Тренчинском крају, Словачка Република.

## Становништво
| Година:    | 1994. | 2004.   | 2014.   | 2024.   |
| ---------- | ----- | ------- | ------- | ------- |
| Број људи: | 3640  | 3503    | 3422    | 3281    |
| Разлика:   |       | -3,76 % | -2,31 % | -4,12 % |

| Година:    | 2023. | 2024.   |
| ---------- | ----- | ------- |
| Број људи: | 3276  | 3281    |
| Разлика:   |       | +0,15 % |

Према подацима о броју становника из 2024. године насеље је имало 3281 становника.